# Ángel Herraiz
José Ángel Herraiz Pérez (Aranda de Duero, 1954) es un fotógrafo español.

## Biografía
Tras obtener el título de Oficial en Artes Gráficas y Fotografía Industrial en 1975, inició su actividad profesional inclinándose en un principio por la fotografía científica. En 1981 abrió un pequeño estudio en el centro de Burgos para dedicarse al reportaje social, la fotografía industrial y de ilustración.
En 1989 con motivo de las celebraciones del 150 aniversario de la invención de la fotografía elaboró para Informe Semanal (TVE) el programa Luces para el recuerdo, emitido el 3 de junio de ese mismo año.

## Obra

### Publicaciones
Son imágenes suyas las de las guías turísticas del Monasterio de Leyre en Navarra, San Martín de Elines en Cantabria, y el libro Santiago, el camino y Palencia. Dentro de la provincia de Burgos, destacan las de Briviesca, Sotoscueva, Salas de los Infantes, Villadiego, Pancorbo y Santa María del Campo, así como las de Burgos guía visual y el libro institucional Burgos, la mirada cálida.
Además ha participado en la elaboración de libros de historia y arte como Artistas burgaleses en las exposiciones nacionales (1856-1968), Los Reyes Católicos en el archivo de Aranda de Duero, El Teatro Principal de Burgos y Estampa de Burgos

#### Revistas
Colaborador de las revistas Hiposulfito y FEPFI, en la que escribe desde 2005 una sección fija de divulgación de la historia de la fotografía.
En 2018 participó en el número especial de la revista Artesa dedicado al poeta Tino Barriuso. En 2019 se publica el libro De manantial sereno en homenaje a Juan Carlos Estébanez, para el cual aportó el retrato del protagonista y la imagen de portada.
En 2024 fue el fotógrafo invitado que ilustró, en exclusiva, en n.º 20 de la revista Mirlo, titulado Mirlo de mirlos, con fotos del citado pájaro tomadas por Herraiz en España y América.

### Labor asociativa
Con profundas inquietudes sociales y profesionales, participó desde el principio de su carrera en todas las actividades asociativas, ostentando el cargo de Presidente de la Asociación Provincial en cinco ocasiones. En el seno de la Federación Española de Profesionales de la Fotografía y de la Imagen (FEPFI), presidió el Comité de Normas y Procedimientos, fue miembro de la Comisión Delegada para los Reglamentos, y Director del Panel Oficial de Jueces Calificadores de Fotografías.
Firmemente decidido a elevar la calidad y la consideración de la fotografía comercial en España, fue pionero en la implantación del “Sistema de Calificación de Fotografías” (1998) que tan excelentes resultados ha dado. Junto con los presidentes de las asociaciones de Salamanca (Ángel Luis García Verdejo), Valencia (Salvador Martínez) y Zaragoza (José Carceller) redactó la reglamentación e instauró y dirigió el “sistema” que se sustanció con la edición de los libros “Colección de Honor”, cambiando radicalmente el panorama de la fotografía comercial española, situándola a la cabecera de Europa.

### Docencia
Ha impartido más de cuarenta cursos y talleres como formador sobre “Teoría de la imagen”, “Composición”, “Historia y devenir de la fotografía”, “Procesos nobles” o “La imbricación de la Fotografía en el entorno social y cultural”.

### Exposiciones

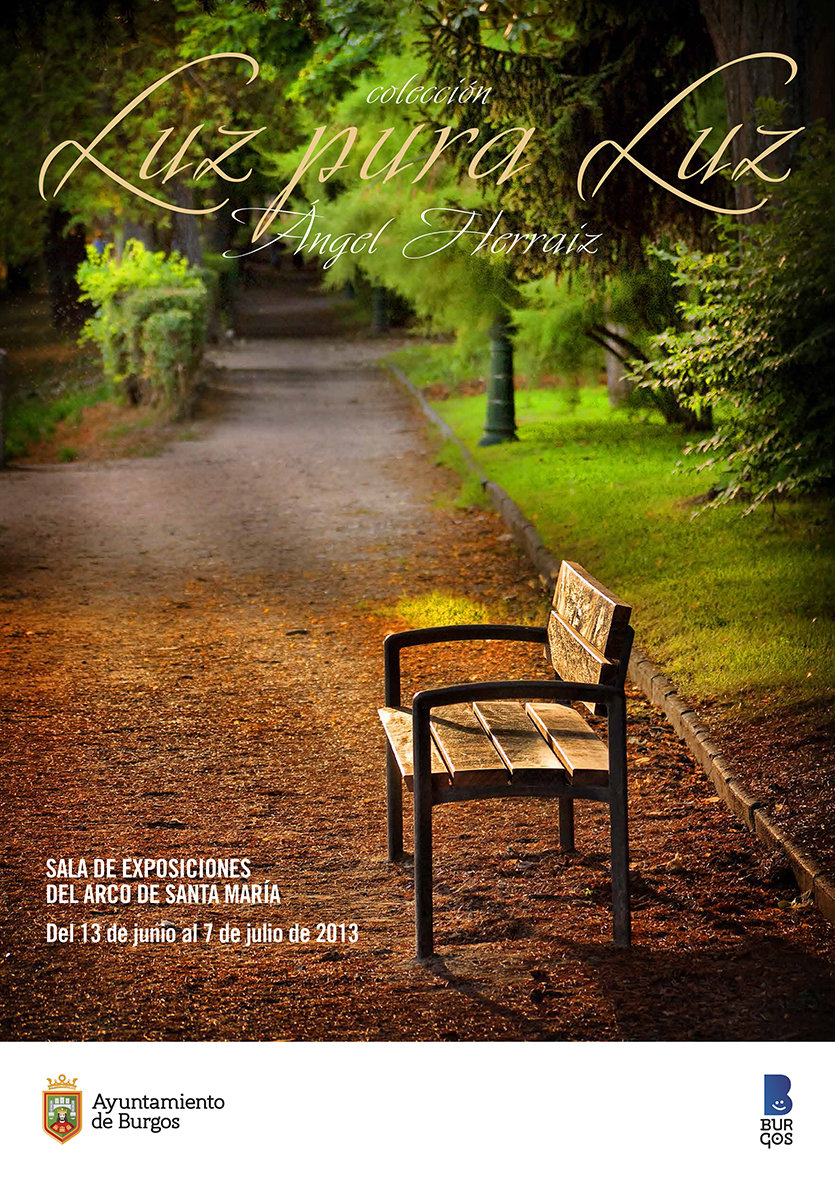

En junio de 2013, inaugura la exposición “Luz, Pura Luz” una muestra de más de un centenar de fotografías de la capital burgalesa en las que la Luz, particular y efímera, sirve de hilo conductor. El objetivo  es reproducir la sensación psicofísica del ojo natural que la cámara no siempre alcanza. El escritor Tino Barriuso firma el texto que presenta la exposición.

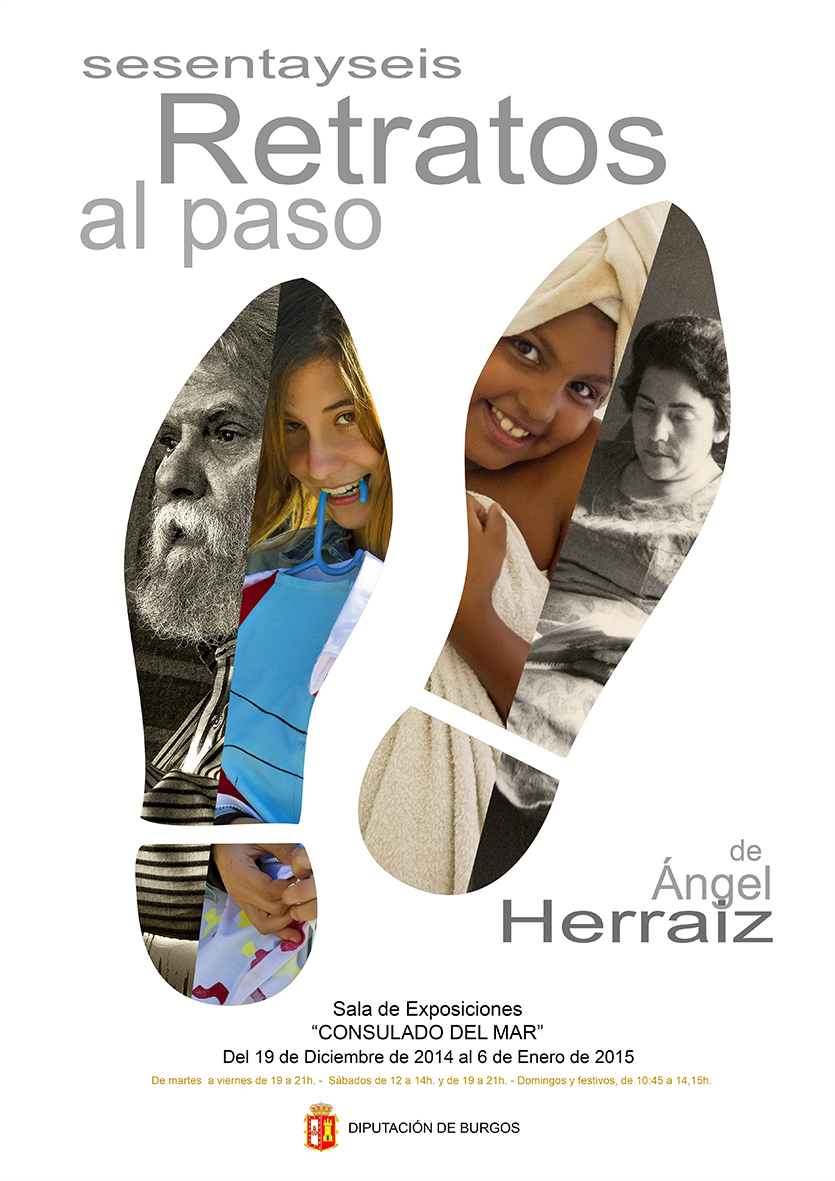

Entre diciembre de 2014 y enero de 2015 abre la exposición "Retratos al Paso", una colección de sesenta y seis retratos no posados que buscan capturar al sujeto en su estado natural, libre de la sujeción de la fotografía de estudio para que brille la chispa del personaje. Los retratos conllevan un cuidadoso y exquisito trabajo artesanal utilizando papel de dibujo o de acuarela y técnicas de grabador para ajustar los grosores del soporte y su reproducción cromática. La muestra incluye un retrato del pintor burgalés Rubén Arroyo nominado a los Goya 2015 en la categoría Retrato.
Con motivo del 50.º aniversario del IES Conde Diego Porcelos participa en la exposición Artistas en la memoria, en la que se recogen trabajos de profesores y antiguos alumnos que se han dedicado al arte posteriormente. La muestra se realiza en la sala de exposiciones del Teatro Principal entre marzo y abril de 2017. 

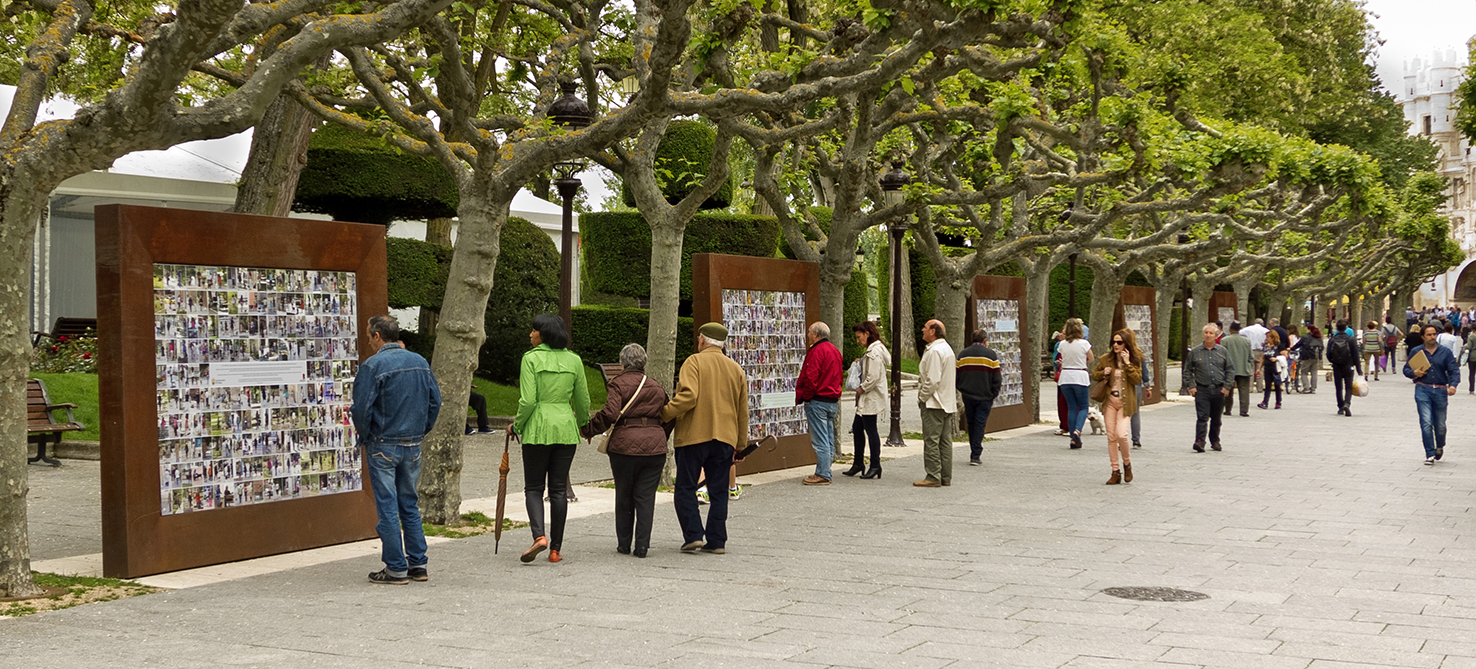

En mayo y junio de 2017 presenta la exposición-instalación "Su fiel compañía" en el popular paseo del Espolón en Burgos. La muestra consiste en mil fotografías de mujeres acompañadas por su perro y propone una reflexión en torno a la sociedad, el papel de la mujer y la relación entre humanos y animales.

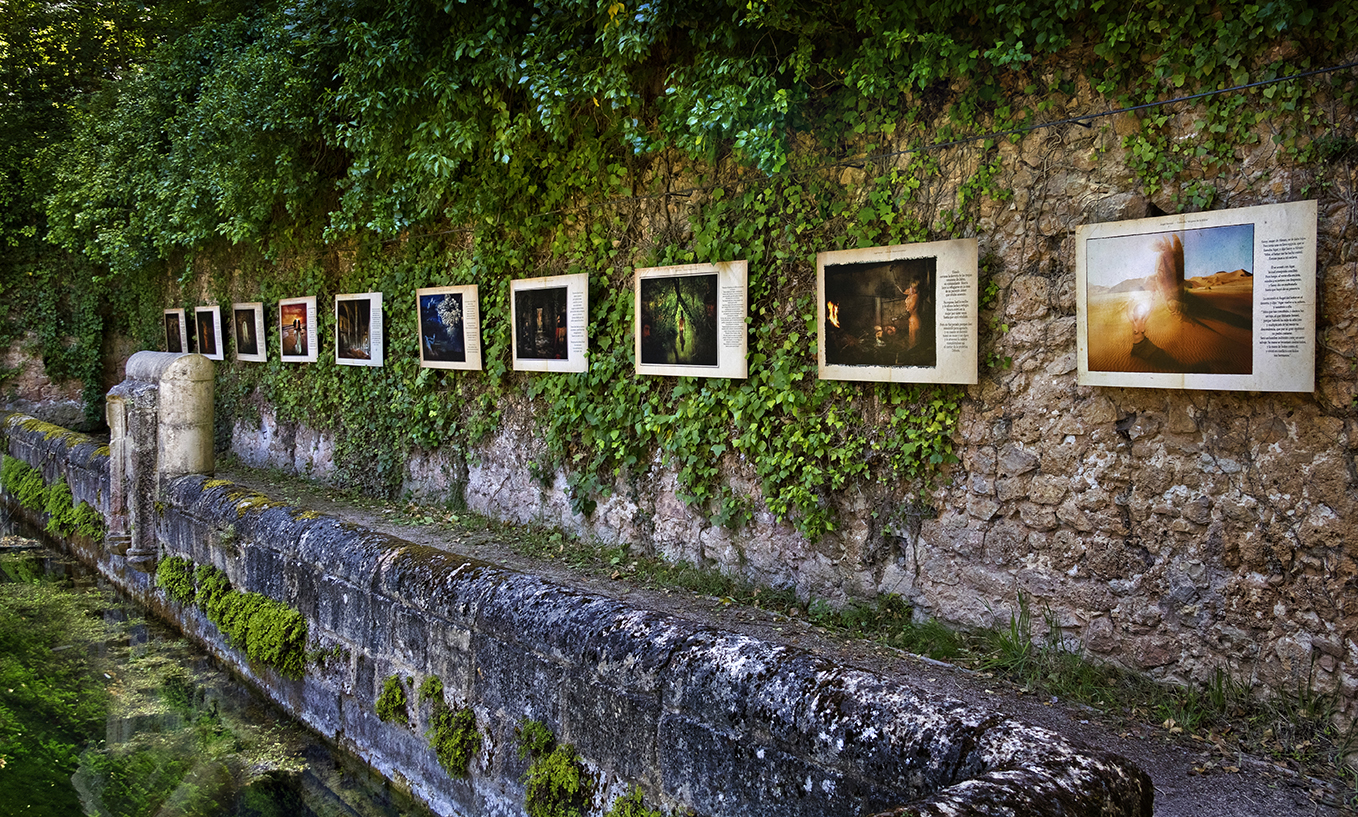

También en 2017 participa en la exposición multidisciplinar El Jardín Secreto de Oña con parte de su colección “Mujeres de la Biblia”. Se trata de “una revisión irónica y teatral del lamentable papel asignado a la mujer en el Antiguo Testamento” que aspira a “poner de relieve esa miserable circunstancia.”  Esta exposición de arte vanguardista se instala en los jardines benedictinos del cenobio de San Salvador desde julio a diciembre.
En noviembre de 2017 inaugura, en colaboración con Javier Contreras, una exposición al aire libre en la plaza de España en Burgos. Se trata de una muestra de 22 “imágenes líricas y evocadoras”  que ilustran y acompañan los versos del fallecido Tino Barriuso. El proyecto busca “dar visibilidad al trabajo de los artistas burgaleses y acercar la cultura a los ciudadanos”   así como mantener vivo el legado cultural de la ciudad.
Con motivo de la festividad de las Candelas expone en la Casa de Cultura de Gamonal la colección completa “Mujeres de la Biblia” durante los meses de enero y febrero de 2018. Se trata de 22 imágenes de exquisita impresión y trabajo artesanal con las que se ilustran escenas del Antiguo Testamento en las que la mujer sea protagonista.
También en enero de 2018 realiza una muestra especial dedicada a Tino Barriuso en el claustro del instituto Cardenal López de Mendoza donde el poeta fue profesor. Veinte imágenes en papel de grabado y acabado artesanal acompañan los versos del poeta. La exposición se completa con un retrato de Tino realizado por Herraiz y donado al instituto.
Desde julio a diciembre de 2018 participa en El Jardín Secreto, exposición abierta y multidisciplinar en Oña, con la colección de fotografías "el jardín del Edén".
En noviembre de 2018 presenta junto a Javier Contreras la intervención artística en los soportales de la plaza de España en la que veinte fotografías ilustran poemas de varios poetas burgaleses. Los autores seleccionados fueron  Rafael Núñez Rosáenz, Eduardo de Ontañón, Carlos Frühbeck de Burgos, Salvador Puy, Conrado Blanco, Jorge Villalmanzo, Bernardo Cuesta Beltrán, Juan Ruiz Rojo, Tino Barriuso, Victoriano Crémer, Bonifacio Zamora y Julián Velasco de Toledo.
Entre noviembre de 2018 y enero de 2019 exhibe en el palacio de Capitanía la colección de imágenes de la catedral “Ad Gloriam Dei”. Esta primera muestra de la colección consta de 100 imágenes y recibió cerca de tres mil visitantes. En noviembre de 2019 esta misma colección se presentó al público en la Casa de Cultura de Gamonal.
En mayo y junio de 2019 presenta la exposición “Lugares de creación”, una muestra de los espacios de trabajo e inspiración de 66 artistas burgaleses que reflexiona sobre el proceso de creación artístico y sobre la "atmósfera" que refleja el genio y el proceso del artista. Anteriormente, una selección de estas imágenes fueron galardonadas con el "certificado de excelencia fotográfica".
Desde julio a diciembre de 2019 retorna a la exposición abierta El Jardín Secreto con la colección Póker de sotas. 
De febrero a mayo de 2021 cede el material de su colección particular para la exposición Burgos, 1921, en la que se recrea el espacio de un estudio fotográfico a principios del siglo XX.
En 2021 participa en la exposición conjunta “Catedral eterna. Así la vieron, así la ven” organizada por la Fundación VIII Centenario de la Catedral en la que se recogen las interpretaciones de distintos artistas.
En julio de 2021, coincidiendo con los actos del VIII Centenario de la catedral de Burgos, se exhibe en el Arco de Santa María una versión ampliada de la colección "Ad Gloriam Dei" que en esta ocasión cuenta con 121 imágenes. Se trata de una mirada cálida a los detalles del templo que a menudo pasan desapercibidos, destacando las figuras jocosas, grotescas, eróticas o simplemente misteriosas y sugerentes que pululan por la catedral. Con más de 24.500 visitas, se trata de la exposición más visitada de todas las que se han realizado en el Arco de Santa María. El 5 de septiembre la exposición concluyó con 31 800 visitas.  
Desde julio a noviembre de 2021 participa una vez más en El Jardín Secreto, la muestra de arte multidisciplinar en los jardines de la abadía de Oña. De igual modo, participa en 2022 con la instalación El rapto de Proserpina.
En junio de 2023 inaugura en el Arco de Santa María la exposición “Humana Cathedralis”, una colección de 123 imágenes del interior de la catedral de Burgos que se plantea como hermana de la anterior colección “Ad Gloriam Dei”.

## Premios
Cuenta con medio centenar de premios y galardones entre los que destacan la Mención Kodak Gold Awards 1997, el Trofeo Generalitat Valenciana modalidad industrial, en 1994 y 1996 y el Goya de Fotografía Industrial en 1997.
En 1999 obtuvo el título de “Maestro Fotógrafo de la FEPFI siendo el primer fotógrafo de España en recibir esta distinción. En 2013 recibió el título de “Maestro Fotógrafo Instructor”, la más alta distinción que otorga la FEPFI.
En noviembre de 2013 es uno de los seis fotógrafos españoles a los que la Federación otorga el Certificado de Excelencia Fotográfica. En su caso, por un extracto de la colección “Lugares de Creación”, serie que se expuso al público durante 2019.
En marzo de 2021 es seleccionado como finalista al Goya en fotografía en el apartado de libre creación.